# Glenea truncatipennis
Glenea truncatipennis là một loài bọ cánh cứng trong họ Cerambycidae.